# Australian Championships 1958
Die 46. Australian Championships waren ein Tennis-Rasenplatzturnier der Klasse Grand Slam, das von der ILTF veranstaltet wurde. Es fand vom 17. bis 28. Januar 1958 in Sydney, Australien statt.
Titelverteidiger im Einzel waren Ashley Cooper bei den Herren sowie Shirley Fry bei den Damen. Im Herrendoppel waren Lew Hoad und Neale Fraser, im Damendoppel Althea Gibson und Shirley Fry die Titelverteidiger. Im Mixed waren Fay Muller und Mal Anderson die Titelverteidiger.

## Herreneinzel
| Nr. | Spieler         | Erreichte Runde |
| --- | --------------- | --------------- |
| 01. | Mal Anderson    | Finale          |
| 02. | Barry MacKay    | 2. Runde        |
| 03. | Ashley Cooper   | Sieg            |
| 04. | Ronald Holmberg | 1. Runde        |
| 05. | Neale Fraser    | Halbfinale      |
| 06. | Michael Green   | Viertelfinale   |

| Nr. | Spieler        | Erreichte Runde |
| --- | -------------- | --------------- |
| 07. | Mervyn Rose    | Halbfinale      |
| 08. | Trevor Fancutt | Viertelfinale   |
| 09. | Roy Emerson    | Viertelfinale   |
| 10. | Robert Howe    | Viertelfinale   |
| 11. | Rod Laver      | 2. Runde        |
| 12. | Bob Mark       | 2. Runde        |

## Dameneinzel
| Nr. | Spielerin        | Erreichte Runde |
| --- | ---------------- | --------------- |
| 01. | Angela Mortimer  | Sieg            |
| 02. | Lorraine Coghlan | Finale          |
| 03. | Mary Carter      | Halbfinale      |
| 04. | Mary Hawton      | Viertelfinale   |

| Nr. | Spielerin        | Erreichte Runde |
| --- | ---------------- | --------------- |
| 05. | Daphne Fancutt   | 1. Runde        |
| 06. | Maureen McCalman | Achtelfinale    |
| 07. | Thelma Long      | Achtelfinale    |
| 08. | Fay Muller       | Viertelfinale   |

## Damendoppel
| Nr. | Paarung                          | Erreichte Runde |
| --- | -------------------------------- | --------------- |
| 01. | Mary Hawton Thelma Long          | Sieg            |
| 02. | Lorraine Coghlan Angela Mortimer | Finale          |
| 03. | Mary Carter Fay Muller           | Halbfinale      |
| 04. | Norma Marsh Pat Parmenter        | Halbfinale      |